# John Richard Keating
John Richard Keating (Chicago, 20 luglio 1934 – Roma, 22 marzo 1998) è stato un vescovo cattolico statunitense.

## Biografia
Monsignor John Richard Keating nacque a Chicago da Robert James e Gertrude Helen Keating (nata Dogen).

### Formazione e ministero sacerdotale
Fu educato alla Queen of All Saints School, all'Archbishop Quigley Preparatory Seminary di Chicago e al seminario "St. Mary of the Lake" di Mundelein. Venne quindi inviato a Roma per proseguire gli studi presso la Pontificia Università Gregoriana.
Il 20 dicembre 1958 fu ordinato presbitero per l'arcidiocesi di Chicago a Roma da monsignor Martin John O'Connor. L'anno successivo conseguì la licenza in sacra teologia. Dopo il suo ritorno a Chicago prestò servizio come vicario parrocchiale della parrocchia di Nostra Signora del Monte Carmelo fino al 1960 quando il cardinale Albert Gregory Meyer lo rimandò a Roma per studiare diritto canonico. Nel 1963 conseguì il dottorato in diritto canonico presso la Pontificia Università Gregoriana. Tornato in patria venne nominato assistente cancelliere arcivescovile e vicario parrocchiale della parrocchia dell'Immacolata Concezione. Oltre ad assistente cancelliere in seguito fu vicario parrocchiale della parrocchia di San Germano a Oak Lawn dal 1968 al 1969, vicario parrocchiale della parrocchia di Santa Maria a Riverside dal 1969 al 1970, vicario parrocchiale della parrocchia di San Clemente a Chicago dal 1970 al 1975 e vicario parrocchiale della parrocchia di Santa Luisa de Marillac a La Grange Park dal 1975 al 1983. Fu anche co-cancelliere per il personale sacerdotale dal 1971 al 1979, membro del consiglio del personale del clero dal 1971 al 1982 e presidente dello stesso dal 1977 al 1982. Dal 1979 al 1983 fu vicario generale e cancelliere arcivescovile. Fu amministratore diocesano di Chicago tra la morte del cardinale John Patrick Cody e la nomina dell'arcivescovo Joseph Louis Bernardin.
Era membro dell'American Canon Law Society e della Canada Canon Law Society.

### Ministero episcopale
Il 7 giugno 1983 papa Giovanni Paolo II lo nominò vescovo di Arlington. Ricevette l'ordinazione episcopale il 4 agosto successivo dall'arcivescovo Pio Laghi, delegato apostolico negli Stati Uniti d'America, coconsacranti il vescovo di Billings Thomas Joseph Murphy e quello di Allentown Thomas Jerome Welsh.
Durante il suo episcopato si distinse per le posizioni fortemente conservatrici dichiarandosi ostile alla contraccezione, all'aborto e all'ordinazione delle donne. Nonostante questo era noto a livello nazionale per la sua capacità di attrarre giovani sacerdoti - alcuni provenienti da altre parti del paese - in un momento di generale carenza di vocazioni. Keating ordinò infatti 84 sacerdoti, con un picco di tredici nel 1996, una media di cinque o sei all'anno, mentre altre diocesi ne ordinavano uno o due all'anno.
Nonostante tali successi, monsignor Keating e i suoi sostenitori erano spesso in disaccordo con molti cattolici per le sue posizioni dottrinali conservatrici. Nel 1994 creò un putiferio quando fu uno dei due soli vescovi degli Stati Uniti - con il vescovo di Lincoln Fabian Wendelin Bruskewitz - a rifiutare di permettere alle ragazze di servire all'altare come ministranti - nonostante l'approvazione papale della pratica. Un gruppo di recente formazione, noto come Call to Action, fece pressioni su monsignor Keating ma egli non cedette. Due anni dopo, monsignor Keating fece arrabbiare i latinos quando insistette che tutte le lezioni di educazione religiosa sarebbero dovute essere erogate in inglese.
Nonostante le richieste di alcuni cattolici che volevano reintrodurre nelle loro parrocchie la messa tradizionale in latino, eliminata dall'uso generale negli anni '60, monsignor Keating non lo permise mai, portando molti cattolici della Virginia a frequentare le chiese dell'arcidiocesi di Washington dove era permesso.
All'inizio del suo mandato, la diocesi contava 188.000 cattolici e 57 parrocchie; al momento della sua morte, c'erano oltre 336.000 cattolici, 65 parrocchie e 5 missioni. Pubblicò sei lettere pastorali.
Morì a Roma il 22 marzo 1998 per un improvviso infarto all'età di 63 anni. Monsignor Keating era giunto a Roma lunedì 16 con oltre venti altri vescovi della sua regione, tra i quali i cardinali James Aloysius Hickey e William Henry Keeler, per effettuare la visita ad limina e doveva rimanere fino a venerdì 27. La visita di due settimane incluse un'udienza privata e una messa speciale con il papa, preghiere sulle tombe degli apostoli Pietro e Paolo e incontri con i vari dicasteri della Curia romana. Sabato 21 i vescovi avevano visitato la Congregazione per il clero. Monsignor Keating cenò con gli amici sabato sera e, secondo quanto riferito, fu visto vivo per l'ultima volta mentre tornava nei suoi alloggi nella residenza dei Padri Oblati di San Francesco. Dopo le esequie la salma venne tumulata nella cripta della cattedrale di San Tommaso Moro ad Arlington.

## Opere
- The bearing of mental impairment on the validity of marriage: An analysis of Rotal jurisprudence (Analecta Gregoriana, v. 136. Series Facultatis Iuris Canonici: sectio B. n. 14)

## Genealogia episcopale
La genealogia episcopale è:
- Cardinale Scipione Rebiba
- Cardinale Giulio Antonio Santori
- Cardinale Girolamo Bernerio, O.P.
- Arcivescovo Galeazzo Sanvitale
- Cardinale Ludovico Ludovisi
- Cardinale Luigi Caetani
- Cardinale Ulderico Carpegna
- Cardinale Paluzzo Paluzzi Altieri degli Albertoni
- Papa Benedetto XIII
- Papa Benedetto XIV
- Papa Clemente XIII
- Cardinale Marcantonio Colonna
- Cardinale Giacinto Sigismondo Gerdil, B.
- Cardinale Giulio Maria della Somaglia
- Cardinale Carlo Odescalchi, S.I.
- Cardinale Costantino Patrizi Naro
- Cardinale Lucido Maria Parocchi
- Papa Pio X
- Cardinale Gaetano De Lai
- Cardinale Raffaele Carlo Rossi, O.C.D.
- Cardinale Amleto Giovanni Cicognani
- Cardinale Pio Laghi
- Vescovo John Richard Keating